# Cañón automático Madsen 20 mm
El Madsen 20 mm es un cañón automático de 20 mm que fue producido por la empresa danesa Dansk Industri Syndikat (DISA) . El arma, que podría adaptarse a varios usos tácticos, era un arma principal del ejército danes. También se exportó a numerosos países debido a su versatilidad. El cañón se construyó en las instalaciones de DISA en Herlev, cerca de Copenhague. La compañía suministró varios tipos diferentes de montajes con el arma, lo que permitió que se empleara en una variedad de funciones como defensas aéreas, antitanques o en buques de guerra.

## Historia y desarrollo
Este cañón fue originalmente diseñado y construido por el coronel Vilhelm Herman Oluf Madsen, por lo que es conocido como Cañón Madsen 20 mm. También se produjo una versión calibre 23 mm, conocida como Madsen 23 mm.
DISA también produjo los siguientes modelos de afustes:
- Afuste Ligero de Campaña: principal afuste antitanque, podía plegarse y ser transportado en el sidecar de una motocicleta.
- Afuste Universal: afuste de doble propósito equipado con ruedas, podía ser remolcado por sus artilleros.
- Afuste Antiaéreo Móvil
- Afuste Triaxial: afuste ligero destinado para fortificaciones y buques de guerra.

Este cañón automático era muy efectivo,[cita requerida] por lo cual la DISA lo exportó a varios países.
Los Madsen 20 mm del ejército danés pusieron fuera de combate a 11 automóviles blindados y a dos Panzer I durante la Invasión de Dinamarca antes de recibir la orden de rendición.
Una variante especial, el Madsen F5, fue diseñada como un cañón antitanque. Demostró ser muy efectivo contra los tanques japoneses hasta el final de la segunda guerra sino-japonesa. Era un cañón automático, montado sobre un afuste con dos ruedas y alimentado por tambor de 15 proyectiles. Podía perforar 42 mm de blindaje a una distancia de 100 m, y 32 mm a 500 m. El Arsenal No. 21 de Nankín aplicó ingeniería inversa a este modelo, pero solo produjo cinco unidades en 1944.

## Vehículos armados con el Madsen 20 mm

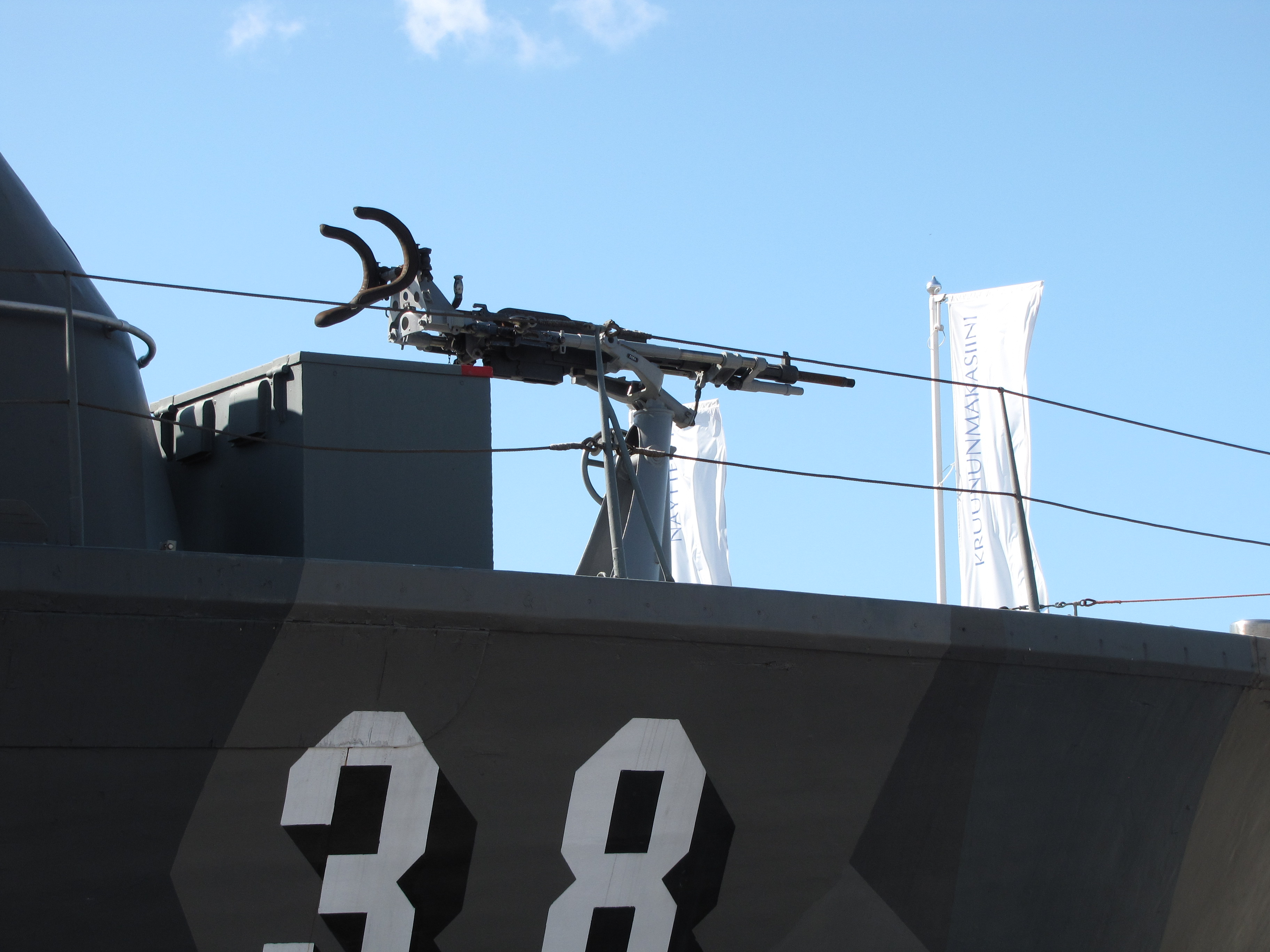
Un Madsen 20 mm a bordo de una cañonera Clase Nuoli.

- Landsverk L-60 - Tanques ligeros suecos fabricados por AB Landsverk y empleados por:
  -  - 2
- Landsverk Lynx - Automóviles blindados suecos fabricados por AB Landsverk y empleados por:
  -  - 3
- Landsverk L-180 - Automóviles blindados suecos fabricados por AB Landsverk y empleados por:
  -  - 2 (Madsen 20mm M 1933)
  -  - 8

## Usuarios
- Dinamarca
- Alemania nazi: capturados durante y después de la invasión de Dinamarca.
- Argentina
- Bélgica
- Brasil
- Bulgaria
- Checoslovaquia
- Colombia
- España
- Estonia
- Finlandia
- Francia
- Hungría
- Irán
- Irlanda
- Italia
- Noruega
- Paraguay
- Polonia (solo para pruebas)
- Portugal
- República de China[5]
- Suecia[1]